# Antonín Jakl
Antonín Jakl (24. července 1873 Uhlířské Janovice – 20. prosince 1948 Lublaň) byl český houslista a hudební skladatel působící ve Slovinsku.

## Život
Narodil se v Uhlířských Janovicích nedaleko Kutné Hory ve středních Čechách. Již v mládí byl velmi hudebně nadaný. Po odchodu na vojnu roku 1889 byl přidělen k vojenské hudbě v polské Jaroslavi. U tamní vojenské hudby záhy nabyl nejen teoretické základy, ale i značnou praktickou průpravu hry v orchestru. Roku 1896 zvítězil v konkursu na místo houslisty Městského divadla a opery v Lublani, kde působil téměř třicet let. Vedle svých povinností v divadle se věnoval i skladbě. Napsal několik desítek kompozic zejména pro malý orchestr. Tyto kompozice nabyly brzy na oblibě a byly vydány v renomovaných slovinských a rakouských nakladatelstvích. Antonín Jakl byl nejen výborným houslistou, ale i velmi nadaným skladatelem.
Zemřel 20. prosince 1948 v Lublani ve věku 75 let.